# Holy Smoke
Holy Smoke! és una pel·lícula independent romàntica de comèdia dramàtica del 1999 dirigida per Jane Campion, i protagonitzada per Kate Winslet i Harvey Keitel. La seva trama segueix un conseller de sortida estatunidenc (Keitel) que intenta desprogramar una jove australiana (Winslet) que ha estat adoctrinada en un culte nova era a l'Índia. Julie Hamilton, Tim Robertson, Daniel Wyllie i Pam Grier apareixen en papers secundaris.
La directora Jane Campion va escriure el guió de la pel·lícula amb la seva germana, Anna Campion. Era una coproducció entre Austràlia i els Estats Units. La pel·lícula es va estrenar a la 56a Mostra Internacional de Cinema de Venècia i es va projectar al Festival de Cinema de Nova York i al festival dels Premis de Cinema Golden Horse de Taipei
abans d'estrenar-se als cinemes.

## Argument
Durant un viatge a l'Índia, la Ruth Barron, de vint anys, té un despertar espiritual i abraça els ensenyaments d'un guru anomenat Baba. De tornada a casa, al suburbi de Sydney de Sans Souci, els seus pares queden horroritzats en saber que la seva filla ara respon al nom Nazni i no té cap intenció de tornar. Elaboren una història sobre el seu pare Gilbert que ha patit un ictus i està a punt de morir, i la seva mare Miriam viatja a l'Índia amb l'esperança de convèncer-la de tornar a casa, però sense èxit fins que pateix un greu atac d'asma. La Ruth accepta acompanyar-la a Austràlia en el seu vol de tornada.
Mentrestant, la Miriam ha organitzat una reunió falsa amb Gilbert a l'Outback, afirmant a la Ruth que s'hi està recuperant. Gilbert, així com els germans de la Ruth, Robbie, juntament amb la seva promiscua esposa Yvonne, i Tim, juntament amb el seu amant masculí, Yani, es reuneixen en un complex proper. Allà, es troben amb P.J. Waters, un famós conseller de sortida nord-americà que desprograma membres de cultes religiosos. La Ruth arriba i va a visitar el seu pare a una granja; allà, s'enfronta a la seva família juntament amb P.J., que han realitzat una intervenció. La Ruth es mostra desafiant i intenta lluitar contra ells, però finalment cedeix i accepta acompanyar P.J. a una sessió de tractament, amb la condició que pugui tornar a l'Índia un cop hagin acabat.
Ruth marxa amb P.J. a una cabana remota on ell l'aïlla i comença a desafiar la seva fe en Baba, exposant que les doctrines de Baba han estat copiades directament de l'hinduisme. Durant la primera nit, Yvonne, que s'allotja a prop, arriba per portar una muda de roba per la Ruth i li fa sexe oral a P.J. L'endemà al matí, la Ruth s'enfada quan descobreix que P.J. li ha enfilat el sari dalt d'un arbre, i pren represàlies formant un senyal "AJUDA" amb pedres. Més tard, P.J. porta la Ruth a visitar la seva família, i tots projecten un documental que exposa les tàctiques dels cultes, com ara la família Manson, Heaven's Gate i el Rajneesh.
Aquella nit, després de tornar a la cabana, en P.J. es desperta i troba que una Ruth angoixada i nua ha encès l'arbre i el seu sari en flames. Ruth s'insinua a P.J., i els dos tenen sexe. Al matí, l'Yvonne, el Tim i la Yani arriben per portar la Ruth a una festa, on P.J. l'acompanya. Quan tornen, una Ruth borratxa insulta la virilitat de P.J. abans de ordenar-li que li faci sexe oral. L'endemà al matí, l'ajudant i amant de P.J, Carol, arriba des dels Estats Units, el retreu per haver examinat les seves trucades telefòniques i li demana que torni a casa. Finalment, accepta que la sessió de desprogramació duri un dia més. La Ruth comença a burlar-se de P.J. i l'emascula fent-li portar un vestit, però cedeix quan ell respon escrivint la frase "Sigues amable" al seu front; de sobte és superada per la culpa i comença a plorar, confessant que no permet que ningú s'apropi emocionalment a ella.
La Ruth decideix marxar, però P.J., que es creu enamorat d'ella, intenta aturar-la. Els dos tenen un altercat físic en què ell la colpeja, deixant-la inconscient. P.J. se'n va amb la Ruth inconscient al maleter del seu cotxe. A la carretera, es troba amb Tim, Robbie i Yvonne de camí cap a la cabana. P.J. els diu que la Ruth ha fugit i que s'han de separar i buscar-la. Yvonne insisteix en acompanyar P.J., que a contracor la permet pujar al cotxe. Mentre condueixen, l'Yvonne sent la Ruth colpejant la tapa del maleter i li ordena que aturi el cotxe. Deixa sortir del maletar la Ruth i comença a córrer cap al bosc, P.J. la persegueix a peu, proclamant-li el seu amor per ella. P.J. col·lapsa d'esgotament per la calor, i té una visió de Ruth com la Durga abans que Yvonne, Tim i Robbie vinguin en ajuda seva i de la Ruth. La Ruth marxa amb Yvonne, Tim i Robbie, juntament amb P.J., a qui col·loquen al llit del camió. Durant el trajecte, la Ruth els demana que parin el camió. Ella es posa al llit amb P.J. i el consola.
Un any més tard, la Ruth escriu a P.J. des de Jaipur, on ara viu amb la seva mare, després que el seu pare la deixés per la seva secretària. La Ruth explica a P.J. que encara busca espiritualitat i que recentment ha acabat de llegir el Bhagavad Gita. Ara té xicot, però confessa que encara estima a P.J. "des de lluny". De tornada als Estats Units, P.J. respon a la Ruth, explicant que ell i Carol ara tenen dos fills bessons, tot i que ell també li confessa que l'estima.

## Repartimentt
- Kate Winslet - Ruth Barron
- Harvey Keitel - P.J. Waters
- Julie Hamilton - Miriam Barron
- Tim Robertson - Gilbert Barron
- Sophie Lee - Yvonne Barron
- Daniel Wyllie - Robbie Barron
- Paul Goddard - Tim Barron
- Pam Grier - Carol
- Samantha Murray - Prue
- Dhritiman Chatterjee - Chidaatma Baba
- Hari Om Sharan - (cameo)
- Luke Testa - xicot

## Producció
La pel·lícula es va fer a Paharganj a Delhi i Pushkar a l'Índia i Sydney i Hawker a les Flinders Ranges a Austràlia Meridional. Els interiors es van filmar a Fox Studios Australia.
La banda sonora d'Angelo Badalamenti està interpretada per artistes com Annie Lennox, Alanis Morissette, Burt Bacharach, Neil Diamond i Chloe Goodchild.

## Estrena

### Taquilla
Als Estats Units, la pel·lícula es va estrenar inicialment el 3 de desembre de 1999 i va guanyar 33.307 dòlars el cap de setmana de l'estrena. L'estrena es va expandir a un total de 93 cinemes, i finalment va recaptar 1.758.780 dòlars a la taquilla dels Estats Units. La pel·lícula va guanyar 1.380.029 dòlars més durant la seva estrena a Austràlia. La taquilla mundial de la pel·lícula va ascendir a 3.580.723 dòlars bruts.

### Resposta crítica
Holy Smoke! va rebre crítiques diverses de la crítica, amb una puntuació del 45% a Rotten Tomatoes basat en 82 ressenyes. El consens crític al lloc web diu: "Actuacions excel·lents obstaculitzades per un guió feble i una història incoherent". A Metacritic rep una puntuació mitjana de 57 sobre 100 basada en 30 ressenyes, que indica " crítiques mixtes o mitjanes".
A la seva ressenya a The New York Times, Janet Maslin va dir: "A mesura que Holy Smoke passa de la seva primera barreja d'extasi i humor a [la] més seriosa i conflictiva. l'escenari, té problemes... el guió... amenaça de convertir-se en una ideològica dura sota el seu capritx exterior... resulta ser fonamentalment més convencional del que es podria esperar... Rodat tan bellament per Dion Beebe que sembla banyat per la llum divina, [la pel·lícula] té un encant sensual que transcendeix la seva pesadesa profundament arrelada. Les escenes de l'Índia ricament acolorides tenen una màgia al·lucinògena, mentre que les exquisides vistes del desert irradien una sintonia amb la natura. L'aspecte claustrofòbic de les intenses escenes entre la Sra. Winslet i Keitel tenen un erotisme que no sorprendrà els espectadors d' El piano."
En la seva ressenya, Roger Ebert del Chicago Sun-Times va donar a la pel·lícula 2 estrelles i mitja sobre 4. Va observar: "És una mica sorprenent, encara que no avorrit., quan passa d'un místic diari de viatge a una paràbola feminista... Winslet i Keitel són tots dos interessants a la pel·lícula, i de fet Sembla que Winslet segueix el llarg pla de carrera de Keitel, que és anar amb guions i directors intrigants i deixar que l'estrellat es cuidi... Una imatge més petita com aquesta, feta fora del corrent principal, té més possibilitats de ser peculiar. i original. I és peculiar, encara que no tingui èxit."
A Variety, David Rooney va declarar: "Original en tots els sentits, aquesta pel·lícula sovint difícil sobre la família, les relacions, la política sexual, la recerca espiritual, la fe i l'obsessió explora encara més les fascinacions permanents del director. en termes apassionantment poc convencionals. És possible que el públic principal no estigui disposat a lliurar-se a l'atracció d'un viatge únic que despulla les màscares dels seus personatges i rebutja solucions fàcils, i molts homes, especialment, ho trobaran massa confrontat. Però d'altres acceptaran la seva complexitat temàtica i estilística. com a qualitats massa rares en el cinema contemporani.""
Bob Graham del San Francisco Chronicle va dir, "Holy Smoke de vegades té la mentalitat, per bé o per mal, d'un grup de trobada. També té un tema fantàstic i l'esperit per fer-lo sortir."

### Nominacions
A la 56a Mostra Internacional de Cinema de Venècia, Jane Campion i Kate Winslet van guanyar el Premi Elvira Notari. Campion va ser nominada per al Lleó d'Or però va perdre davant Zhang Yimou per Yi ge dou bu neng shao.